# Бермудес, Деннис
Де́ннис Росс Берму́дес (англ. Dennis Ross Bermudez; род. 13 декабря 1986, Согертис) — американский боец смешанного стиля, представитель полулёгкой весовой категории. Выступает на профессиональном уровне начиная с 2009 года, известен прежде всего по участию в турнирах бойцовской организации UFC, финалист бойцовского реалити-шоу The Ultimate Fighter. Занимал восьмое место в мировом рейтинге полулегковесов по версии портала Sherdog.

## Биография
Деннис Бермудес родился 13 декабря 1986 года в городе Согертис округа Алстер, штат Нью-Йорк. В возрасте четырнадцати лет начал серьёзно заниматься борьбой, во время учёбы в старшей школе неизменно состоял в борцовской команде — в общей сложности одержал на различных юниорских соревнованиях 112 побед и потерпел 23 поражения. Продолжил борцовскую карьеру и в Университете Блумсберг, выступал в первом дивизионе Национальной ассоциации студенческого спорта, получил статус всеамериканского спортсмена по вольной борьбе, занимал 22 место в национальном рейтинге борцов.

### Начало профессиональной карьеры
Дебютировал в смешанных единоборствах на профессиональном уровне в ноябре 2009 года, выиграв у своего соперника техническим нокаутом в первом раунде. Дрался в небольших американских промоушенах, преимущественно на территории штата Пенсильвания. Провёл один бой в российской организации M-1 Global — единогласным решением судей победил здесь соотечественника Кевина Родди. Сделал серию из семи побед, но затем потерпел два поражения подряд — сдачей от Дрю Фикетта и Джордана Ринальди.

### The Ultimate Fighter
В 2011 году Бермудес стал одним из участников 14 сезона популярного бойцовского реалити-шоу The Ultimate Fighter, куда заявился как боец полулёгкого веса. На предварительном этапе техническим нокаутом выиграл у Джимми Риверы, действующего чемпиона King of the Cage в легчайшем весе, после чего под вторым общим номером был выбран в команду Джейсона Миллера.
На стадиях четвертьфиналов и полуфиналов благополучно прошёл Стивена Басса и Акиру Корассани соответственно. В решающем финальном поединке встретился с бразильцем Диегу Бранданом — в концовке первого раунда в результате удачно проведённого рычага локтя вынужден был сдаться, но при этом заработал бонус за лучший бой вечера.

### Ultimate Fighting Championship
Благодаря успешному выступлению на шоу TUF Бермудес получил возможность подписать контракт с крупнейшей бойцовской организацией мира Ultimate Fighting Championship. В 2012 году выиграл по очкам у Пабло Гарсы и принудил к сдаче Томми Хайдена, удостоившись награды за лучший приём вечера.
В 2013 году отметился победами над такими бойцами как Мэтт Грайс, Макс Холлоуэй, Стивен Сайлер. Добавил в послужной список ещё одну награду за лучший бой вечера.
В 2014 году взял верх над Джими Хеттесом и Клеем Гвидой, в обоих случаях получил бонусы за лучшие выступления вечера. Но затем его впечатляющая серия из семи побед подряд прервалась — в первом раунде поединка с Рикардо Ламасом он попался в «гильотину» и вынужден был сигнализировать о сдаче.
В июле 2015 года потерпел поражение техническим нокаутом от Джереми Стивенса. При этом Стивен не сделал вес, и бой проходил в промежуточной весовой категории.
2016 год оказался для Бермудеса более удачным — последовали победы решением над японцем Тацуей Кавадзири и бразильцем Рони Джейсоном.
В 2017 году Деннис Бермудес в первом же раунде был нокаутирован корейцем Чон Чхан Соном и раздельным судейским решением уступил Даррену Элкинсу.
В 2018 году раздельными решениями проиграл Андре Фили и Рику Гленну.

## Статистика в профессиональном ММА
| Боёв 26  | Побед 17 | Поражений 9 |
| -------- | -------- | ----------- |
| Нокаутом | 4        | 2           |
| Сдачей   | 3        | 4           |
| Решением | 10       | 3           |

| Результат | Рекорд | Соперник         | Способ                 | Турнир                                      | Дата             | Раунд | Время | Место               | Примечание                                                      |
| --------- | ------ | ---------------- | ---------------------- | ------------------------------------------- | ---------------- | ----- | ----- | ------------------- | --------------------------------------------------------------- |
| Победа    | 17-9   | Те Эдвардс       | Единогласное решение   | UFC Fight Night: Cejudo vs. Dillashaw       | 19 января 2019   | 3     | 5:00  | Бруклин, США        | Вернулся в лёгкий вес.                                          |
| Поражение | 16-9   | Рик Гленн        | Раздельное решение     | UFC Fight Night: dos Santos vs. Ivanov      | 14 июля 2018     | 3     | 5:00  | Бойсе, США          |                                                                 |
| Поражение | 16-8   | Андре Фили       | Раздельное решение     | UFC on Fox: Jacaré vs. Brunson 2            | 27 января 2018   | 3     | 5:00  | Шарлотт, США        |                                                                 |
| Поражение | 16-7   | Даррен Элкинс    | Раздельное решение     | UFC on Fox: Weidman vs. Gastelum            | 22 июля 2017     | 3     | 5:00  | Юниондейл, США      |                                                                 |
| Поражение | 16-6   | Чон Чхан Сон     | KO (удар рукой)        | UFC Fight Night: Bermudez vs. Korean Zombie | 4 февраля 2017   | 1     | 2:49  | Хьюстон, США        |                                                                 |
| Победа    | 16-5   | Рони Джейсон     | Единогласное решение   | UFC Fight Night: Rodríguez vs. Caceres      | 6 августа 2016   | 3     | 5:00  | Солт-Лейк-Сити, США |                                                                 |
| Победа    | 15-5   | Тацуя Кавадзири  | Единогласное решение   | UFC Fight Night: Cowboy vs. Cowboy          | 21 февраля 2016  | 3     | 5:00  | Питтсбург, США      |                                                                 |
| Поражение | 14-5   | Джереми Стивенс  | TKO (удары)            | UFC 189                                     | 11 июля 2015     | 3     | 0:32  | Лас-Вегас, США      | Бой в промежуточном весе 67,8 кг; Стивенс не сделал вес.        |
| Поражение | 14-4   | Рикардо Ламас    | Сдача (гильотина)      | UFC 180                                     | 15 ноября 2014   | 1     | 3:18  | Мехико, Мексика     |                                                                 |
| Победа    | 14-3   | Клей Гвида       | Сдача (удушение сзади) | UFC on Fox: Lawler vs. Brown                | 26 июля 2014     | 2     | 2:57  | Сан-Хосе, США       | Выступление вечера.                                             |
| Победа    | 13-3   | Джими Хеттес     | TKO (удары)            | UFC 171                                     | 15 марта 2014    | 3     | 2:57  | Даллас, США         | Выступление вечера.                                             |
| Победа    | 12-3   | Стивен Сайлер    | Единогласное решение   | UFC: Fight for the Troops 3                 | 6 ноября 2013    | 3     | 5:00  | Форт-Кемпбелл, США  |                                                                 |
| Победа    | 11-3   | Макс Холлоуэй    | Раздельное решение     | UFC 160                                     | 25 мая 2013      | 3     | 5:00  | Лас-Вегас, США      |                                                                 |
| Победа    | 10-3   | Мэтт Грайс       | Раздельное решение     | UFC 157                                     | 23 февраля 2013  | 3     | 5:00  | Анахайм, США        | Бой вечера.                                                     |
| Победа    | 9-3    | Томми Хайден     | Сдача (гильотина)      | UFC 150                                     | 11 августа 2012  | 1     | 4:43  | Денвер, США         | Приём вечера.                                                   |
| Победа    | 8-3    | Пабло Гарса      | Единогласное решение   | UFC on Fox: Diaz vs. Miller                 | 5 мая 2012       | 3     | 5:00  | Ист-Ратерфорд, США  |                                                                 |
| Поражение | 7-3    | Диегу Брандан    | Сдача (рычаг локтя)    | The Ultimate Fighter 14 Finale              | 3 декабря 2011   | 1     | 4:51  | Лас-Вегас, США      | Проиграл The Ultimate Fighter 14 в полулёгком весе. Бой вечера. |
| Поражение | 7-2    | Джордан Ринальди | Сдача (удушение сзади) | PA Fighting Championships 4                 | 20 ноября 2010   | 1     | 2:13  | Гаррисберг, США     |                                                                 |
| Поражение | 7-1    | Дрю Фикетт       | Сдача (удушение сзади) | Shine Fights 3                              | 10 сентября 2010 | 1     | 2:02  | Ньюкерк, США        | Гран-при в лёгком весе.                                         |
| Победа    | 7-0    | Шеннон Гугерти   | Единогласное решение   | Shine Fights 3                              | 10 сентября 2010 | 3     | 5:00  | Ньюкерк, США        | Гран-при в лёгком весе.                                         |
| Победа    | 6-0    | Джоуи Керролл    | Единогласное решение   | PA Fighting Championships 3                 | 26 июня 2010     | 3     | 5:00  | Гаррисберг, США     |                                                                 |
| Победа    | 5-0    | Кевин Родди      | Единогласное решение   | M-1 Selection 2010: The Americas Round 1    | 3 апреля 2010    | 3     | 5:00  | Атлантик-Сити, США  |                                                                 |
| Победа    | 4-0    | Джеремиа Герли   | TKO (удары руками)     | Deathroll MMA 2                             | 12 марта 2010    | 1     | 1:55  | Монессен, США       |                                                                 |
| Победа    | 3-0    | Маркос Масиэль   | TKO (удары руками)     | PA Fighting Championships 2                 | 7 февраля 2010   | 1     | 2:57  | Гаррисберг, США     |                                                                 |
| Победа    | 2-0    | Джимми Сейпел    | Сдача (гильотина)      | Asylum Fight League 25                      | 6 февраля 2010   | 2     | 0:41  | Филадельфия, США    |                                                                 |
| Победа    | 1-0    | Крис Коннор      | TKO (удары руками)     | PA Fighting Championships 1                 | 6 ноября 2009    | 1     | 4:01  | Гаррисберг, США     |                                                                 |